# Du kan vente dig
Du kan vente dig er en amerikansk romantisk komediefilm fra 2012 instrueret af Kirk Jones og distribueret af Lionsgate. Filmen er skrevet af Shauna Cross og Heather Hach og er baseret på Heidi Murkoffs graviditetsguide fra 1984 med samme navn. Historien følger fem par og deres liv, som det vendes på hovedet på grund af de vanskeligheder og overraskelser, der følger at blive forældre. I filmen medvirker Cameron Diaz, Jennifer Lopez, Elizabeth Banks, Chace Crawford, Brooklyn Decker, Anna Kendrick, Matthew Morrison, Dennis Quaid, Chris Rock og Rodrigo Santoro.
Filmen blev produceret af Alcon Entertainment, Phoenix Pictures, What to Expect Productions og Georgia Public og blev udgivet den 18. maj 2012. Det indtjente $84 millioner på verdensplan mod et budget på $40 millioner og modtog blandede anmeldelser fra anmelderne.

## Plot
Filmen starter i Atlanta , hvor tv-fitnesstræneren Jules Baxter (Diaz) og hendes dansepartner og kæreste Evan Webber (Morrison) optræder i tv-programmet Celebrity Dance Factor. De er netop kronet som vinderne af programmet, da Jules kaster op i deres trofæ og opdager, at hun er gravid. Jules kæmper for at kunne balancere sin graviditet samtidig med hendes normale aktive liv. Ultralydsscanningen viser, at hun er gravid med en dreng, hvorefter hun har en længerevarende diskussion med Evan om, hvorvidt drengen skal omskæres efter fødslen. Under fødslen fravælger hun epiduralbedøvelse. Hun føder dog en datter de kalder Emerson, og deres skænderi afsluttes. Efter fødslen bliver Jules og Evan forlovet.
Fotograf Holly Castillo (Lopez) kan ikke få børn og beslutter at adoptere fra Etiopien med sin mand, Alex (Santoro). De beslutter sig for at købe et nyt hus til når babyen kommer. Holly sender Alex ud for at hænge ud med "fyregruppen", en gruppe fædre, der går rundt i parken og støtter hinanden, som blev grundlagt af Vic Mac (Rock). Alex bliver endnu mere nervøs for at blive far efter at have snakket med "fyregruppen". Holly fyres fra sit job og bliver såret, da hun indser, hvor uforberedt Alex er på at få et barn. Men til sidst tager de til Etiopien og adopterer en lille dreng med navnet Kaleb.
Wendy Cooper (Banks) har en ammebutik kaldet "The Breast Choice" og har forsøgt at få et barn med sin mand Gary (Falcone) i to år. Hun bliver til sidst gravid og deler nyhederne med Gary efter at have taget fem graviditetstest. Selvom hun har planlagt en magisk og lykkelig tid, har Wendy en forfærdelig graviditet og på konference, hvor hun er valgt til at holde foredrag om det mirakel en fødsel er, bryder hun sammen og begynder at grine af hendes egen problematiske graviditetsproces. Hendes udbrud bliver filmet og bliver et viralt hit på YouTube, hvorefter hendes butik oversvømmes af kunder. Efter mange forsøg på at selv at sætte fødslen i gang, kommer hun endelig på hospitalet, men ender med et kejsersnit, hvilket er imod hendes fødselsplan og drøm. Hun har et alvorligt blodtab, men overlever og får en søn ved navn Theo.
Ramsey Cooper (Quaid), en berømt racerkører og Garys far, er gift med en meget yngre kvinde ved navn Skyler (Decker), hvilket gør hende til Garys stedmor. Hun behandler Gary som var han hendes søn, hvilket irriterer Gary meget. Under en brunch, hvor Wendy og Gary annoncerer deres graviditet, meddeler Ramsey og Skyler også, at de venter sig. I modsætning til Wendy går Skyler gennem sin graviditet uden problemer. Wendy misunder hende og den lette graviditet; kort tid efter fødslen af tvillingepigerne, ses Skyler og Ramsey dog kæmpe med de kræsne babyer.
Rosie Brennan (Kendrick), en madvognskok, støder ind i en gammel high school-ven, Marco (Crawford), der også arbejder i en madvogn, under en kundekrig deres madvogne imellem. Hun mener, at han er en charmør og afviser ham i første omgang, men genforeningen fører til en uplanlagt graviditet efter sex den aften. I første omgang bliver de bekymrede de ved tanken om et barn, men ender med at flytte sammen. En nat opdager Rosie dog, at hun bløder, og de kører til hospitalet, hvor de opdager, at hun har aborteret. Knust beder Rosie Marco om at gå, hvilket han gør, men han gør flere forsøg for at få hende tilbage. Til sidst finder de sammen igen og beslutter sig for at tage tingene langsomt og deres historie ender med, at de starter en madvogn op sammen.
På forskellige tidspunkter i filmen møder visse karakterer hinanden. Mange af karaktererne er fans af det ene eller begge af Jules' to tv-programmer. Gary var på Jules' vægttabshold og er fast kunde i Marcos madvogn, Skyler er Rosies kusine, og Holly er Wendy og Skylers fotograf.

## Cast
- Cameron Diaz som Jules Baxter, en deltager på et kendisdanseprogram og vært i et vægttabs fitnessprogram, der bliver gravid med sin dansepartner, og får en pige ved navn Emerson [2]
- Jennifer Lopez som Holly Castillo, en kvinde, der adopterer en baby dreng ved navn Kaleb fra udlandet med sin nervøse mand efter svært ved at blive gravid [3]
- Elizabeth Banks som Wendy Cooper, Garys kone, der bliver gravid efter at have prøvet i 2 år. Ejer Breast Choice Boutique. Mor til Theo.
- Chace Crawford som Marco, der genforenes med en gammel flamme (Rosie) efter en kundekrig mellem deres madvogne [4]
- Brooklyn Decker som Skyler Cooper, hustru til den meget ældre Ramsey, stedmor til Gary, bliver gravid med tvillingerne Laverne & Shirley [5]
- Ben Falcone som Gary Cooper, Wendys mand, far til Theo, søn af Ramsey, stedsøn af Skyler og halvbror til to Laverne & Shirley [6]
- Anna Kendrick som Rosie Brennan, der genforenes med en gammel flamme (Marco) og en madvognskok, uventet bliver gravid og får en abort [5]
- Matthew Morrison som Evan Webber, der er dansepartner med Jules i et kendisprogram og far til pigen Emerson [7]
- Dennis Quaid som Ramsey Cooper, ægtemand til Skyler, far til Gary, Laverne & Shirley og bedstefar til Theo [8]
- Chris Rock som Vic Mac, grundlægger af "fyregruppen" og far til fire.
- Rodrigo Santoro som Alex Castillo, Hollys mand, der er i musikbranchen og ikke er klar til at få et barn, far til adoptivsønnen Kaleb [9]
- Joe Manganiello som Davis, far i "fyregruppen" [10]
- Rob Huebel som Gabe, en ny forælder, som får støtte fra "fyregruppen" i byparken [11]
- Thomas Lennon som Craig, en far, der slutter sig til Vics "fyregruppe" [12]
- Amir Talai som Patel, en far, der slutter sig til Vics "fyregruppe"
- Rebel Wilson som Janice, en excentrisk medarbejder i The Breast Choice-butik [13]
- Wendi McLendon-Covey som Kara, Hollys kollega og ven [14]
- Dwyane Wade har en cameo som sig selv [15]
- Whitney Port har en cameo som sig selv [15]
- Megan Mullally har en cameo som sig selv
- Cheryl har en cameo som dommer i tv-dansetalentprogrammet
- Tyce Diorio har en cameo som dommer i tv-dansetalentprogrammet
- Taboo har en cameo som dommer i tv-dansetalentprogrammet
- Kim Fields som Renee Thompson, socialrådgiver, der hjælper et par med en adoption [16]
- Jesse Burch som Hutch Davidson
- Mimi Gianopulos som Molly, Rosies sjove rumbo, der trøster og støtter hende [17]
- Genesis Rodriguez som Courtney, Rosies rumbo [18]

## Produktion

### Baggrund
Heidi Murkoff skrev i 1984 graviditetsguiden What To Expect When You're Expecting. Den blev en bedst sælgende bog på New York Times bestsellerliste  og betragtes som en af de mest indflydelsesrige bøger gennem de sidste 25 år. Derudover blev den kaldt "bibelen om amerikansk graviditet" og har solgt over 20 millioner eksemplarer verden over. Den 14. januar 2010 blev det meddelt, at Lionsgate havde erhvervet bogens verdensomspændende distributionsrettigheder fra Phoenix Pictures. Heather Hach, der dengang var højgravid, blev ansat til at skrive filmens manuskript "baseret på hendes oplevelse", som skulle følge historien om syv par, der oplever "op- og nedture" i forberedelsen på forældreskabet. David Thwaites producerede den sammen med Mike Medavoy og Arnie Messer. Alli Shearmur, Lionsgates chef for spillefilmsproduktioner, sagde, at bogen er "et brand, der ikke kan begrænses", og at de var "begejstrede for filmen som kunne være den første i en potentiel franchise". Murkoff sagde, at hun var spændt på at se Phoenix Pictures og Lionsgate "gøre min baby levende". Medavoy, Messer og Thwaites mente, at bogen havde det "perfekte udgangspunkt" for at fortælle en sjov historie.

### Førproduktion
Kirk Jones instruerede filmen. Jones havde ikke læst eller hørt om bogen, og antog, at det var en roman, inden han modtog manuskriptet. Han opdagede faktisk først, at det var graviditetsguide derefter. Selvom han først var forundret, huskede han sin graviditetsoplevelse som "sjov, tragisk, spændende" og "sjov", og tænkte, at en kombination af disse elementer ville give en "virkelig interessant" film. Om filmens tema, udtalte han, at "alles oplevelse er forskellige" og flere forskellige historier "giver publikum mulighed for at tage del i alt der foregår" og "ved at dele alt der foregår og se så mange karakterer, er der denne energi, og der er humor, og der er drama i at sammenligne alle historierne, der finder sted på samme tid."  I Du kan vente dig fokuseres der hovedsageligt på de fem par, der skal være førstegangsforældre. Ifølge Access Atlanta havde projektet også brug for "en masse familiære statister" samt "babyer med stjernepotentiale". En åben audition blev afholdt den 9. juli 2011. Castingchef Christopher Gray sagde dengang: "Vi har brug for mange gravide. Vi vil have den ægte vare." Filmen havde også brug for et vist antal personer med etiopisk udseende, hvilket der også blev afholdt en audition for. Derudover indeholder filmen cameoer af forskellige berømtheder. Dette inkluderer Dwyane Wade, Whitney Port, Megan Mullally, Cheryl Cole, Taboo og Tyce Diorio, der spiller sig selv som dommere i et tv-dansetalentprogrammet. 

### Optagelser
Filmens optagelser begyndte i Atlanta den 19. juli 2011. Den 26. juli blev produktionen filmet i Midtown på Peachtree Street tæt ved High Museum og i Piedmont Park. Jones sagde, at det var "vanskeligt" at koordinere de mange medvirkende skuespillers skemaer. Efter aldrig før at have "optaget fem samtidige historier som nu", udtalte han: "Af ren nødvendighed var vi nødt til at planlægge optagelserne sådan, at jeg optog alt med Jennifer Lopez på to uger, alt med Cameron Diaz i to uger ... fordi de ikke kunne flyve frem og tilbage fra et andet kontinent for to dages arbejde her og der." 

### Musik
Filmens score blev komponeret af Mark Mothersbaugh. Soundtracket indeholder også "Dance (Disco Heat)" fremført af Sylvester, "Nobody" fremført af Ne-Yo, "Shivas Regal (Theme For Gypsy)" fremført af Sonny Lester & His Orchestra, "Oye Como Va" udført af Kinky, "Happening" fremført af Chiddy Bang, "Kellermans Anthem" fremført af Emile Bergstein Chorale, "Get Me Golden" fremført af Terraplane Sun, "Home" fremført af Edward Sharpe og Magnetic Zeros, "Don't Let Your Feet Touch Ground" fremført af Ash Koley, "Weightless" fremført af Natasha Bedingfield, "Forever Love" fremført af Alex Ebert, "Hypnotize" udført af The Notorious BIG, "Comin 'Home Baby" udført af Mel Tormé, "Forgetting" udført af David Gray, "Never Gonna Stop" fremført af The So Manys, "Inside Out" fremført af Nire 'AllDai, "Waiting On The Light To Change" fremført af Matthew Perryman Jones, "Addicted To Love " fremført af Robert Palmer, "Modern Art" udført af Black Lips, " Don't You Want Me " fremført af Phil Oa key, Philip Adrian Wright og Jo Callis, "Do What You Want" fremført af Daphne Willis, "Broken Sky" fremført af Rob Laufer, "Why Don't We Get Drunk" fremført af Jimmy Buffett, "Put Your Hands Up" udført af The MIDI Mafia, "Samba Vocalizado" fremført af Luciano Perrone, "Get It Daddy" fremført af Sleeper Agent, "Now Is The Start" fremført af Alison Sudol, "The Hormone Song" fremført af Elizabeth Banks og "Big Poppa" udført af Ernie Isley, Marvin Isley, O'Kelly Isley, Jr., Ronald Isley, Rudolph Isley, Chris Jasper og The Notorious BIG

## Udgivelse
Filmen var en moderat succes. Filmen kørte i 3.021 biografer den 18. maj 2012, og lukkede af den 2. august 2012.

### Home media
Du kan vente dig blev udgivet på DVD og Blu-ray den 11. september 2012 af Lionsgate Home Entertainment.

## Modtagelse

### Box office
Du kan vente dig debuterede på en femteplads med en indtjening på $10,5 millioner. I slutningen af maj indtjente filmen $26,4 millioner i USA. I alt indtjente Du kan vente dig $41,2 millioner i USA og havde en verdensomspændende brutto på $84,4 millioner.

### Anmeldelser
På anmeldelsewebsitet Rotten Tomatoes har filmen en godkendelsesvurdering på 22 % baseret på 134 anmeldelser, med en gennemsnitlig vurdering på 4,50/10. Sidens kritiske konsensus lyder: "Castet er fyldt med sympatiske kunstnere, men What to Expect When You're Expecting er for usammenhængende - og for afhængig af standard rom-com klichéer - til at leve op til sin fornemme litterære navnebror."  På Metacritic har filmen en gennemsnitsscore på 41 ud af 100, baseret på 30 anmeldere, hvilket indikerer "blandede eller gennemsnitlige anmeldelser". Publikum adspurgt af CinemaScore gav filmen en gennemsnitskarakter på "B–" på en A+ til F-skala.
Cara Nash fra det australske filmmagasin Filmink gav filmen en blandet anmeldelse og kritiserede historien for ikke at have "kompleksitet" eller "ægte konflikt", men roste Lopez og Banks, der "formår at finde menneskeligheden i deres klichéfyldte roller, men de kan ikke overstige den overfladiskhed filmen har". Peter Travers fra Rolling Stone gav filmen en negativ anmeldelse og sagde, at "filmen i sig selv udløste opkastning", men bemærkede Rock, Kendrick og Crawfords præstationer "hvis du sætter dine forventninger drastisk ned". Simon Miraudo fra Quickflix kaldte den "ugennemtænkt" og gav filmen en blandet anmeldelse, mens han skrev: "På trods af en uhyre tiltalende rollebesætning og et par sjove øjeblikke, vil jeg kun anbefale What to Expect med et 'skub'. Æggene er der; nogen glemte bare at befrugte dem." 
Betsy Sharkey fra Los Angeles Times bemærkede, blandt andre kritikere, forvirringen af den hurtigt fremdrevne film og skrev, at "I stedet for den engagerende oplysning fra kilden, bliver filmen oppustet af forvirring."  New York Daily News gav filmen 3 og en halv stjerne og skrev "Heldigvis er filmen, i modsætning til at være en forælder, en ret jævn og underholdende tur, der har en universel appel til både forældre og dem, der nogensinde har haft en far eller en mor.", og kaldte scenen, hvor Jennifer Lopez' karakter rejser til Etiopien for at møde det barn, hun adopterer, som filmens mest rørende øjeblik. The Guardians Mike McCahill beskrev filmen som "indsigtsmanglende fyld".

### Anerkendelser
| Pris                   | Kategori                              | Modtager(e)     | Resultat  |
| ---------------------- | ------------------------------------- | --------------- | --------- |
| ALMA Awards            | Favorite Movie Actor                  | Rodrigo Santoro | Nomineret |
| ALMA Awards            | Favorite Movie Actress Comedy/Musical | Cameron Diaz    | Nomineret |
| ALMA Awards            | Favorite Movie Actress Comedy/Musical | Jennifer Lopez  | Nomineret |
| Teen Choice Awards     | Choice Movie: Comedy                  |                 | Nomineret |
| Teen Choice Awards     | Choice Movie Actor: Comedy            | Chris Rock      | Nomineret |
| Teen Choice Awards     | Choice Movie Actress: Comedy          | Cameron Diaz    | Nomineret |
| Teen Choice Awards     | Choice Movie Actress: Comedy          | Jennifer Lopez  | Nomineret |
| Teen Choice Awards     | Choice Movie: Breakout                | Joe Manganiello | Nomineret |
| Teen Choice Awards     | Choice Movie: Male Scene Stealer      | Chace Crawford  | Nomineret |
| People's Choice Awards | Favorite Comedic Movie                |                 | Nomineret |
| People's Choice Awards | Favorite Comedic Movie Actress        | Cameron Diaz    | Nomineret |
| Razzie Awards          | Worst Supporting Actress              | Brooklyn Decker | Nomineret |
| Razzie Awards          | Worst Supporting Actress              | Jennifer Lopez  | Nomineret |
| Premios Juventud       | She Steals the Show                   | Jennifer Lopez  | Vundet    |

## Soundtrack

### Soundtrackliste
- Dance (Disco Heat) - Fremført af Sylvester
- Nobody - Fremført af Ne-Yo
- Shivas Regal (Theme For Gypsy) - Fremført af Sonny Lester & His Orchestra
- Oye Como Va - Fremført af Kinky
- Happening - Fremført af Chiddy Bang
- Kellerman's Anthem - Fremført af Emile Bergstein Chorale
- Get Me Golden - Fremført af Terraplane Sun
- Home - Fremført af Edward Sharpe and The Magnetic Zeros
- Don't Let Your Feet Touch Ground - Fremført af Ash Koley
- Weightless - Fremført af Natasha Bedingfield
- Forever Love - Fremført af Alex Ebert
- Hypnotize - Fremført af The Notorious B.I.G.
- Comin' Home Baby - Fremført af Mel Tormé
- Forgetting - Skrevet og fremført af David Gray
- Never Gonna Stop - Fremført af The So Manys
- Inside Out - Fremført af Nire' AllDai
- Waiting On The Light To Change - Skrevet og fremført af Matthew Perryman Jones
- Addicted To Love - Skrevet af Robert Palmer
- Modern Art - Fremført af Black Lips
- Don't You Want Me - Skrevet af Phil Oakey, Philip Adrian Wright og Jo Callis
- Do What You Want - Fremført af Daphne Willis
- Broken Sky - Fremført af Rob Laufer
- Why Don't We Get Drunk - Fremført af Jimmy Buffett
- Put Your Hands Up - Fremført af The MIDI Mafia
- Samba Vocalizado - Fremført af Luciano Perrone
- Get It Daddy - Fremført af Sleeper Agent
- Now Is The Start - Fremført af Alison Sudol
- The Hormone Song - Fremført af Elizabeth Banks
- Big Poppa - Skrevet af Ernie Isley, Marvin Isley, O'Kelly Isley, Jr., Ronald Isley, Rudolph Isley, Chris Jasper og The Notorious B.I.G.